# Almindelig ulvefod
Almindelig Ulvefod (Lycopodium clavatum) er en ulvefodsplante, der i Danmark vokser f.eks. på heder eller skovlysninger. Plantens fine sporepulver anvendes inden for alternativ behandling og som heksemel.

## Beskrivelse
Alm. Ulvefod er en jordboende (ikke-epifytisk) karplante. Den sporebærende plante består af en jordstængel med trævlerødder og en overjordisk del, der har opstigende gaffeldelte stængler med talrige, tætsiddende, bittesmå bleggrønne blade i mange utydelige rækker. I toppen af visse skud sidder parvis de 2-3 cm lange gullige strobili på en lang, ligeledes gullig stilk med ganske få spredte blade.
Det meste af planten er over jorden, men fra den krybende jordstængel udgår små primitive hvidlige rødder.
Højde: 5-25 cm. Den krybende jordstængel kan blive indtil 100 cm.

## Voksested
Arten vokser på heder og i lysninger i plantager og skove – gerne i bakket terræn og på skrænter. Den findes hist og her i Jylland og på Bornholm – temmelig sjælden i resten af landet.
Alm. ulvefod er den mest udbredte art af Lycopodium – også i Danmark.

## Anvendelse
Planten anvendes i homøopatisk lægekunst, hvor den svage basiske gift fra stænglen anvendes imod en række symptomer.
Sporerne danner tilsammen et fint pulver, som i gamle dage blev brugt til at pudre børnenumser og piller.
I dag bruges sporerne til at beskytte malerier imod stød, men er bedst kendt for deres evne til at brænde, når de spredes i luften (heksemel). Sporerne er 27 µm (0,027 millimeter) i diameter, og de er i stand til at skabe en vandafvisente hinde.
| Portal | Portal:Botanik |